# Susan Watson
Susan Watson (Tulsa, 17 dicembre 1938) è un'attrice e cantante statunitense, nota soprattutto come interprete di musical a Broadway.

## Biografia
Dopo essersi diplomata presso la Juilliard School, Susan Watson debuttò a Londra nel 1958 con la prima produzione inglese di West Side Story: interpretava Velma, ma era anche la sostituta per il ruolo della protagonista Maria.
Allo scadere del suo contratto, Susan si trasferì a Parigi ed entrò in contatto con Tom Jones, che le affidò il ruolo principale nella produzione del Barnard College di The Fantasticks (1959). Sempre nel 1959 lavorò nella rivista Follies of 1910 e in Lend an Ear nell'Off Broadway; l'anno successivo debuttò a Broadway nel ruolo di Kim MacAfee in Bye Bye Birdie e restò nella produzione per oltre quindici mesi.
Nel 1961 ricoprì il ruolo Lilli in Carnival a Broadway e poi nel tour statunitense, mentre nel 1964 interpretò nuovamente Luisa nell'adattamento televisivo di The Fantasticks e Janine Nicolet nella produzione di Broadway di Ben Franklin in Paris.
Nel 1965 recitò nel ruolo di Carrie Pipperidge nel revival di Carousel al Lincoln Center e in quello di Laurey in un altro classico di Broadway, Oklahoma!. Nel 1966 interpretò Jenny Lee in A Joyful Noise e per la sua performance venne nominata al Tony Award alla miglior attrice non protagonista in un musical.
Nel 1969 vestì i panni di Angel in Celebration, nel 1970 fu Cynthia in Beggar on Horseback e nel 1971 interpretò la protagonista di No, No Nanette. Dopo quarant'anni di assenza, Susan Watson è tornata a Broadway nel 2011 per interpretare la ballerina Emily Whitman nel revival del musical di Stephen Sondheim Follies; oltre a recitare nei panni di Emily, Susan era anche la prima sostituta per il ruolo della protagonista Sally, interpretata da Bernadette Peters.

## Filmografia parziale
- Vacation Playhouse – serie TV, episodio 1x10 (1963)